# Römerschanze bei Potsdam

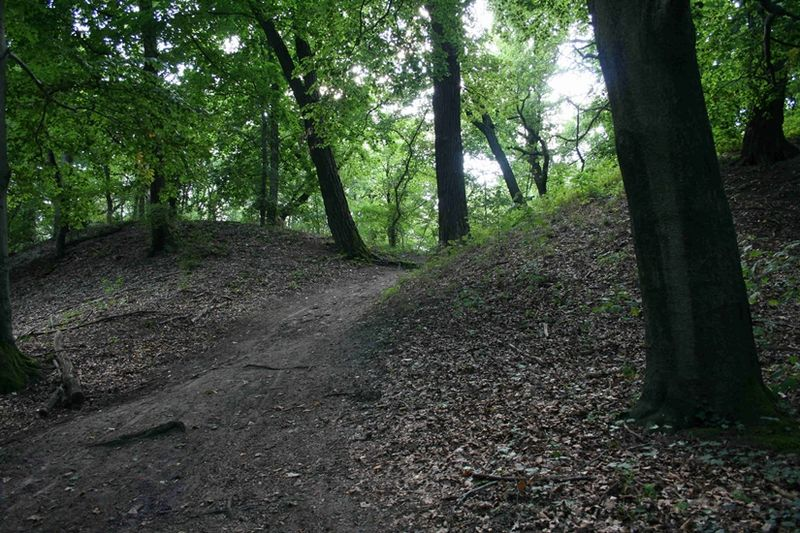
Burgwall Römerschanze

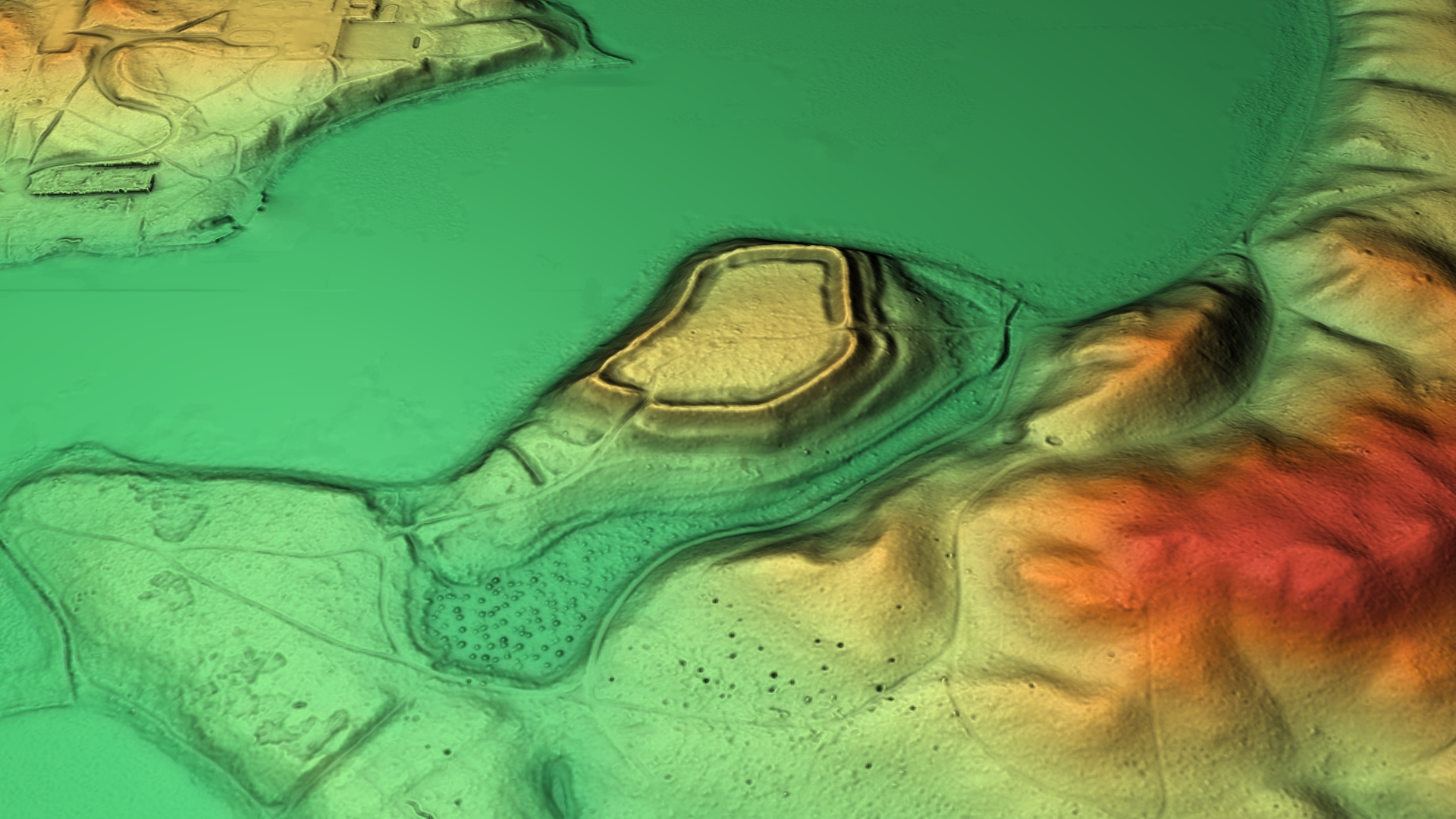
3D-Ansicht des digitalen Geländemodells

Die Römerschanze, auch Königswall oder Räuberschanze, in der Nähe von Sacrow, einem Ortsteil von Potsdam, ist eine urgeschichtliche Wallanlage. Die Bezeichnung Römerschanze ist irreführend. Sie wurde nie von einem Römer betreten.

## Lage
Die Wallburg befindet sich auf einem bewaldeten Geländesporn im heutigen Naturschutzgebiet „Sacrower See und Königswald“, 19 m oberhalb des Ufers des Lehnitzsees, östlich der Nedlitzer Nordbrücke und südöstlich des Stinthornes. Vom Bodendenkmal erhielten sich Wall- und Grabenreste.

## Forschungsgeschichte
Die bronzezeitliche und die slawische Befestigungsanlage wurden beide 1881 archäologisch erstmals durch Carl Schuchhardt und Gerhard Bersu untersucht. Die Ausgrabungen der Jahre 1908, 1909 und 1911 waren für die noch in den Kinderschuhen befindliche deutsche Ur- und Frühgeschichtsforschung von Bedeutung. So handelte es sich um die erste größere Siedlungsuntersuchung außerhalb der Feuchtbodensiedlungen. Dabei gelang es mit Hilfe der 1899 am Obergermanisch-Raetischen Limes entdeckten und erkannten Methode der Pfostenlöcher im Innern der Anlage ein bronzezeitliches Pfostenhaus mit Herdstelle nachzuweisen. Außer dieser Freilegung wurden zahlreiche Fundstücke ergraben. 1956 wurde die Römerschanze unter Denkmalschutz gestellt.

## Wallburg
Eine erste Besiedlung des Platzes begann in der Hügelgräberbronzezeit und erstreckte sich kontinuierlich bis zum Ende der Hallstattzeit (Stufe IIIa – Vb; ca. 1250 bis 550 v. Chr.). Ob der Platz von Beginn an befestigt war, ist unbekannt. Die Wallburg kann der Lausitzer Kultur zugerechnet werden, die in der späten Bronzezeit und der frühen Eisenzeit (1300 bis 500 v. Chr.) auf den heutigen Gebieten von Ostdeutschland, Polen, Teilen Tschechiens und der Slowakei und in Teilen der Ukraine bestand. Starke Brandschichten am Ende der Besiedlung im 6. Jahrhundert v. Chr. deuten auf eine Zerstörung beziehungsweise Brandkatastrophe. Erst im 8./9. Jahrhundert wurde die Stelle von Slawen wiederbesiedelt. Die slawische Burg bestand bis zum 10. Jahrhundert und wurde dann, wie alle Höhenburgen der Wilzen, aufgegeben. Die slawische Vorburgsiedlung wurde erst mit Beginn des 13. Jahrhunderts aufgegeben.
Die Wallburg mit einer Ausdehnung von 175 m mal 125 m umfasst circa zwei Hektar Fläche. Vom einst sechs Meter hohen Ringwall erhielt sich nach Abwaschung eine Resthöhe von etwa drei Metern. Die Fortifikation wies eine Bauphase in Holz-Erde-Technik auf. Bis zu 1.000 Mann fanden in ihr Platz. Von der Innenbebauung konnte ein Haus mit einer Grundfläche von 11,50 m mal 16,60 m freigelegt werden.

## Theodor Fontane über den Königswall
Im Band 3 „Havelland“ der Wanderungen durch die Mark Brandenburg beschreibt Theodor Fontane im Kapitel „Fahrland“ den Königswall:
„Dieses Erdwerk ist der Königswall, im Munde des Volks, wie all dergleichen primitive Festungswerke, die Römer-, Räuber- oder Schwedenschanze geheißen. Ausdrücke, die historisch gar keinen Anhalt geben. Die Bezeichnung Königswall ist übrigens kaum besser.“
Und weiter
„Es ist wohl unzweifelhaft ein alter Camp, ein wendischer Lager- oder Verteidigungsplatz aus jenem Jahrhundert her, wo sich Christen- und Heidentum hier bekämpften.“